# Carlo Beenakker

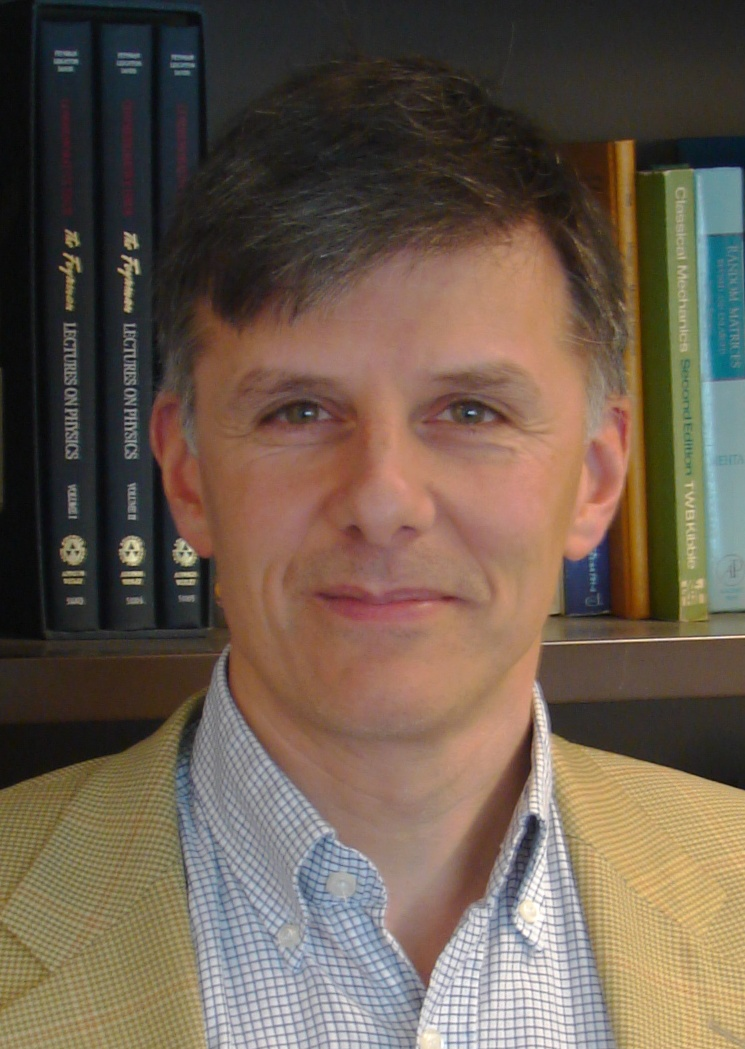
Carlo Beenakker

Carlo Willem Joannes Beenakker, auch C. W. J. Beenakker zitiert, (* 9. Juni 1960) ist ein niederländischer Physiker. Er befasst sich theoretisch mit Quantentransport in Festkörpern.

## Leben
Beenakker, der Sohn des Physikers Jan Beenakker, studierte Physik an der Universität Leiden, wo er 1982 seinen Diplomabschluss machte und 1984 bei Peter Mazur promoviert wurde. Die Dissertation On transport properties of concentrated suspensions erhielt den C. J. Kok Preis. 1985 war er als Post-Doktorand an der Stanford University und der University of California, Santa Barbara. 1986 bis 1991 war er wissenschaftliches Mitglied der Philips Forschungslaboratorien in Eindhoven. Seit 1992 ist er Professor an der Universität Leiden, nachdem er schon ab 1991 eine externe Professur hatte. Er ist am Lorentz Institut.
1988 fand er mit Henk van Houten und B. J. van Wees Quantenpunktkontakte, bei denen die Leitfähigkeit quantisiert ist. Er befasste sich auch mit weiteren mesoskopischen quantenmechanischen Phänomenen (elektronisches Schrotrauschen, Coulomb-Blockade, mesoskopischer Supraleitung), Zufallslasern, Photonen-Schrotrauschen, Dynamik der Lokalisierung in Wellenleitern, Graphen, Quantenchaos in mesoskopischen Billards, Andreev-Reflexion, Suche von Majorana-Fermionen in Supraleitern, Quantenverschränkung in Festkörpern und Beschreibung unter anderem des Quantentransports mit Zufallsmatrizen.
1999 erhielt er den Spinoza-Preis. 2002 wurde er Mitglied der Königlich Niederländischen Gesellschaft für Kunst und Wissenschaft. 2003 erhielt er den Physica Preis, 2005 hielt er die Huygens Vorlesung der NWO und 2006 erhielt er den Akzo Nobel Science Award. 1993 erhielt er den Royal/Shell Prize und wurde 2015 Ritter des Ordens vom niederländischen Löwen.
Carlo Beenakker verheiratete sich mit Mayke E. H. C. Prinsen, die Tochter des Guus Prinsen (* 30. Juli 1927 in Rotterdam; † 27. Juli 2003 in Oegstgeest) und dessen Frau Cecile Reiring. Von seinen Kindern kennt man Jan Willem Maria Beenakker (* August 1984 in Leiden), Karel Beenakker, Thomas Beenacker und Margaretha (Magreet) Maria Theodora Beenacker (* Februar 1995 in Leiden).

## Schriften
- mit Henk van Houten Quantum transport in semiconductor nanostructures, Solid State Physics, Band 44, 1991 (Herausgeber Ehrenreich, Turnbull), Academic Press, S. 1–228, Arxiv Preprint
- mit H. van Houten, B. J. van Wees Quantum point contacts, Semiconductors and Semimetals, Band 35, 1992, S. 9–112
- mit H. van Houten Quantum points contacts, Physics Today, Juli 1996, Preprint bei Arxiv
- mit B. J. van Wees, H. van Houten, J. G. Williamson, Leo Kouwenhoven, D. van der Marel, C. T. Foxon Quantized conductance of point contacts in a two-dimensional electron-gas, Phys. Rev. Letters, Band 60, 1988, S. 848–850, Abstract
- Random matrix theory of quantum transport, Reviews of Modern Physics, Band 69, 1997, S. 731, Arxiv Preprint